# 維拉·克魯佐
維拉·克魯佐（法語：Véra Clouzot；1913年12月30日—1960年12月15日）。生於巴西里約熱內盧，是法國知名女演員和編劇。
維拉·克魯佐原名維拉·吉布森-阿瑪多（法文：Véra Gibson-Amado)，於
1941到1947年嫁給Léo Lapara。再於1950嫁給亨利-喬治·克魯佐，也是其生涯唯三飾演過的電影的導演。

## 生平
維拉·克魯佐於1913年出生於里約熱內盧的一個望族家庭中，父親是巴西國會議員、作家、記者、律師和聯合國國際法委員會前主席。巴西現代主義作家Jorge Amado是其表弟。
維拉於1941年嫁給法國演員Léo Lapara，他當時正隨著劇團Louis Jouvet於南美洲巡演。而維拉跟隨其丈夫巡演至二戰結束。
二戰結束後，夫妻搬至巴黎並在當地的劇院演出。因其丈夫在亨利-喬治的電影中飾演配角因而認識了亨利-喬治，並與Léo於1947年離婚，而與亨利-喬治於1950年結婚。婚後亨利-喬治讓維拉擔任所有他執導的電影的女主角，並會共同編劇。
維拉於1960年在巴黎因心臟病離世，這也使亨利-喬治罹患憂鬱症。

## 作品
- 1953年，恐懼的代價 飾演：Linda
- 1955年，Les Diaboliques 飾演：Christina Delassalle
- 1957年，Les Espions 飾演：Lucie

## 外部連結
- 互联网电影数据库（IMDb）上《維拉·克魯佐》的资料（英文）
- （页面存档备份，存于）
- （页面存档备份，存于）